# Joy Tanner
Joy Tanner (Rochester, 7 marzo 1966) è un'attrice statunitense molto conosciuta per aver interpretato il ruolo di Nora MacDonald nella serie La mia vita con Derek.
Nata a Rochester, New York, ha iniziato la sua carriera da attrice pubblicizzando dei prodotti per la casa e prodotti farmaceutici in TV negli anni 1998-2000.

## Filmografia

### Cinema
- Discesa all'inferno (Prom Night IV: Deliver Us from Evil), regia di Clay Borris (1992)
- Liar's Edge, regia di Ron Oliver (1992)
- The Touch, regia di Glenn MacIntosh - cortometraggio (1997)
- Four Sisters, regia di Rob Gray - cortometraggio (2010)
- Balian's Badge, regia di Michel Kandinsky - cortometraggio (2011)
- Hates - House at the End of the Street (House at the End of the Street), regia di Mark Tonderai (2012)
- Neverlake, regia di Riccardo Paoletti (2013)
- Sly Cad, regia di Michael Seater - cortometraggio (2014)
- Gramps, regia di Brad Alexander - cortometraggio (2014)
- Perfect, regia di Olivier Sabino - cortometraggio (2016)
- Luba, regia di Caley Wilson (2018)
- The Last of Ian Campbell, regia di Courtney Deelen - cortometraggio (2019)

### Televisione
- Boogies Diner – serie TV, 5 episodi (1994-1995)
- Nancy Drew – serie TV, 13 episodi (1995)
- Forever Knight – serie TV, episodio 3x12 (1995)
- Piccoli brividi (Goosebumps) – serie TV, episodio 2x15 (1996)
- Once a Thief – serie TV, episodio 1x06 (1997)
- Il corvo (The Crow: Stairway to Heaven) – serie TV, episodio 1x07 (1998)
- Cold Squad - Squadra casi archiviati (Cold Squad) – serie TV, 26 episodi (1998-1999)
- Dead Man's Gun – serie TV, episodio 2x18 (1999)
- Viper – serie TV, episodi 3x15-4x17 (1998-1999)
- Pianeta Terra - Cronaca di un'invasione (Earth: Final Conflict) – serie TV, episodio 3x08 (1999)
- PSI Factor (PSI Factor: Chronicles of the Paranormal) – serie TV, episodi 1x18-4x10 (1997-1999)
- Shadow Lake, regia di Carl Goldstein – film TV (1999)
- Jackie, Ethel, Joan: The Women of Camelot, regia di Larry Shaw – film TV (2001)
- Risk (Acceptable Risk), regia di William A. Graham – film TV (2001)
- Mutant X – serie TV, episodio 1x08 (2001)
- Relic Hunter – serie TV, episodio 3x15 (2002)
- Good Fences, regia di Ernest Dickerson – film TV (2003)
- Doc – serie TV, episodio 3x21 (2003)
- Killer Instinct: From the Files of Agent Candice DeLong, regia di Peter Werner - film TV (2003)
- Tarzan – serie TV, episodio 1x03 (2003)
- Missing (1-800-Missing) – serie TV, episodio 3x08 (2005)
- Time Warp Trio – serie TV, episodio 1x09 (2005)
- Angela's Eyes – serie TV, episodio 1x01 (2006)
- ReGenesis – serie TV, episodio 3x08 (2007)
- The Border – serie TV, episodio 2x06 (2008)
- Il destino dei Kissels (The Two Mr. Kissels), regia di Ed Bianchi – film TV (2008)
- La mia vita con Derek (Life with Derek) – serie TV, 70 episodi (2005-2009)
- Heartland – serie TV, episodio 3x10 (2010)
- Vacanza con Derek (Vacation with Derek), regia di Michael McGowan – film TV (2010)
- The Rest of My Life, regia di Stefan Brogren – film TV (2010)
- Skins – serie TV, episodio 1x05 (2011)
- The Phantoms, regia di Sudz Sutherland – film TV (2012)
- Degrassi: The Next Generation – serie TV, 26 episodi (2009-2013)
- Covert Affairs – serie TV, episodio 4x14 (2013)
- I misteri di Murdoch (Murdoch Mysteries) – serie TV, episodio 10x11 (2017)
- The Kennedys After Camelot – miniserie TV, episodio 1x01 (2017)
- OddTube – serie TV, episodi 1x04-1x20 (2016-2017)
- Saving Hope – serie TV, episodio 5x10 (2017)
- Christmas Encore, regia di Bradley Walsh – film TV (2017)
- Il Natale della porta accanto (Christmas Next Door), regia di Jonathan Wright – film TV (2017)
- In Contempt – serie TV, episodi 1x05-1x09 (2018)
- Barbelle – serie TV, episodi 1x06-2x06 (2017-2019)
- Private Eyes – serie TV, episodio 3x10 (2019)
- Locke & Key – serie TV, episodi 1x04-1x08 (2020)

## Doppiatrici italiane
Nelle versioni in italiano delle opere in cui ha recitato, Joy Tanner è stata doppiata da:
- Barbara De Bortoli in La mia vita con Derek, Vacanza con Derek
- Marina Thovez in Piccoli brividi
- Emanuela Baroni in Cold Squad - Squadra casi archiviati
- Lorenza Biella in Neverlake
- Patrizia Salerno ne Il Natale della porta accanto